# Horní Řasnice
Horní Řasnice – gmina w Czechach, w powiecie Liberec, w kraju libereckim. Według danych z dnia 1 stycznia 2013 liczyła 232 mieszkańców.
W miejscowości jest przystanek kolejowy Horní Řasnice.